# Derenburg (Pfalz)
Die Pfalz Derenburg war eine Königspfalz nördlich des Gebiets der heutigen Ortschaft Derenburg in Sachsen-Anhalt.

## Lage

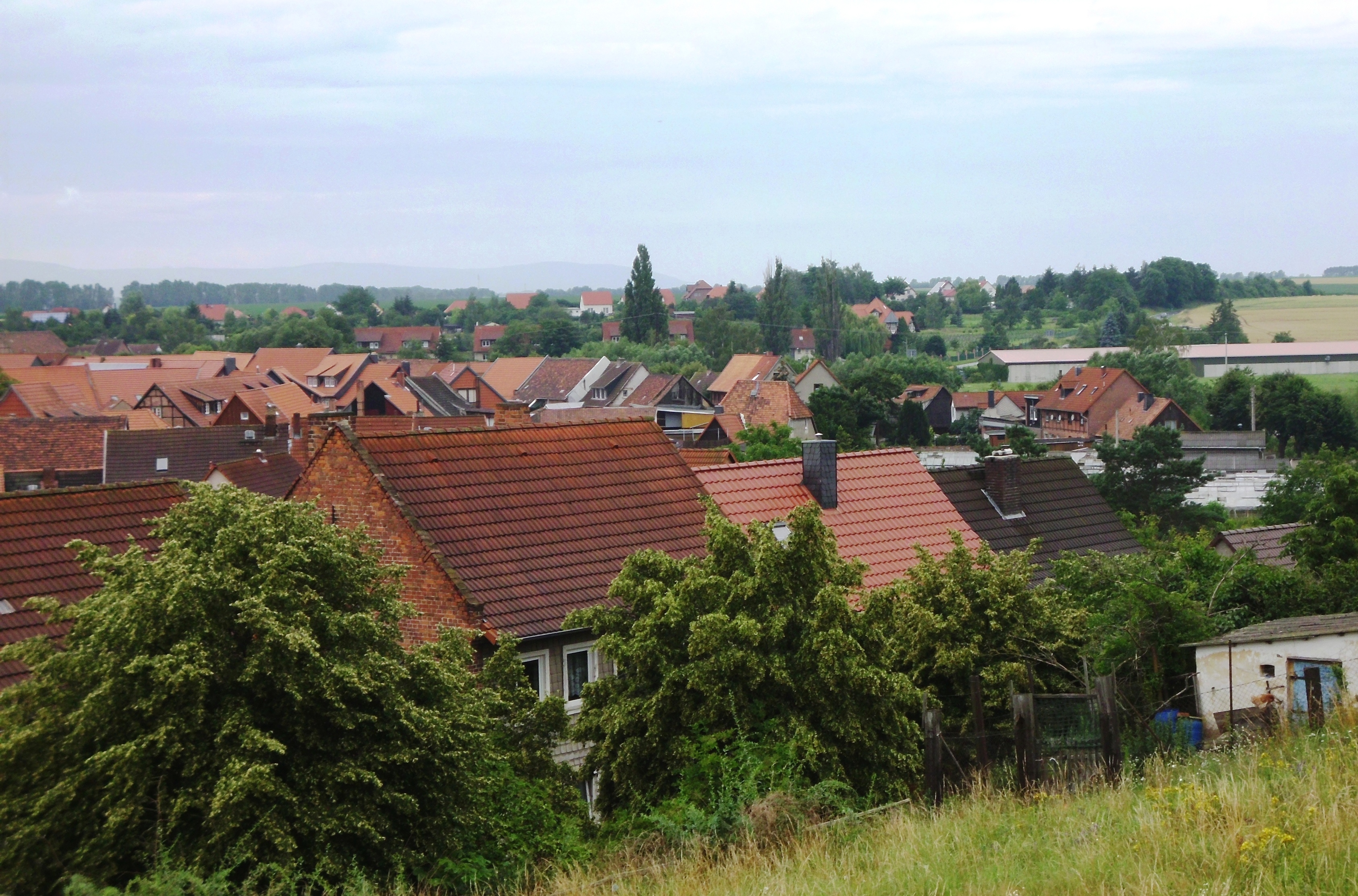
Blick vom Anisberg, dem ehem. Standort der Pfalz auf Derenburg

Die Pfalz Derenburg wurde 1991 durch systematische Überfliegungen des Geländes auf dem Anisberg lokalisiert. Sie befand sich auf einem von der Holtemme umflossenen Geländesporn nördlich des Ortes. Aufgrund von Bewuchsmerkmalen entdeckte man zwei Gräben einer Vorburg sowie die Mauer der Hauptburg. Die Hauptburg war zunächst von einer ringförmigen Steinmauer umgeben, die später durch eine polygonale Mauer mit fünf Meter starken Ecktürmen ersetzt wurde.

## Geschichte
Die erste urkundliche Erwähnung der Pfalz stammt vom 11. Oktober 937, als sich Otto I. im zweiten Regierungsjahr befand und in Taremburch aufhielt. Die von Otto III., wegen seines Umzugs nach Italien als Reichsverweserin eingesetzte Äbtissin Mathilde von Quedlinburg hielt 993 in Derenburg einen Gerichtstag ab. Die ottonischen Kaiser hielten sich häufig in der Derenburger Pfalz auf. Im Jahr 1008 überließ Heinrich II. Äbtissin Sophie von Gandersheim den Ort Derenburg, der damit an politischer Bedeutung verlor. Das Stift Gandersheim belehnte in der Folgezeit unter anderem die Grafen von Regenstein mit der Herrschaft Derenburg. Hierdurch war die Geschichte Derenburgs über Jahrhunderte mit der des Regensteins und ihrer Grafen verbunden.